# Lorena Ponce de León
Lorena Ponce de León Núñez (Montevideo, 6 de octubre de 1976) es una paisajista uruguaya. Ejerció como primera dama de Uruguay por ser la esposa del presidente Luis Lacalle Pou de 2020 a 2024.

## Biografía
Nació en Montevideo, como hija de Perla Núñez, una militante batllista y de Eduardo Ponce de León, que tenía poca conexión con la política. Tiene ocho hermanos, siendo tres del primer matrimonio de su madre, uno en común de su madre y padre y tres de otro matrimonio de su padre. En 2017 conoció a un hermano por línea paterna, del que nadie tenía conocimiento. Su padre se desempeñó como paracaidista por los Estados Unidos en la Guerra de Vietnam.
Vivió su infancia en el barrio de La Blanqueada, pero a los nueve años se mudó a Carrasco. Realizó sus estudios en la Scuola Italiana y el Colegio Alemán. Se graduó de la Facultad de Ciencias Agrarias de la Universidad de la Empresa como Técnica Forestal y estudió en la Escuela de Jardinería Prof. Julio E. Muñoz.

## Vida pública
A fines de marzo de 2020, lanzó Sembrando, un programa cuyo objetivo era dar apoyo a emprendedores tras la crisis causada por la pandemia de coronavirus. El mismo permite consultar con expertos y ayuda a conectar a los emprendedores con instituciones relacionadas con el tema de su emprendimiento. La iniciativa contó con 120 expertos en diferentes áreas y en su primer mes de existencia recibió más de 2400 consultas. El programa estuvo presente en el pabellón de Uruguay en la Exposición Universal de Dubái de 2020.
El 21 de abril de 2022 lanzó el programa Belleza por un Futuro, una iniciativa conjunta de Sembrando y L'Oréal con el objetivo de enseñar un oficio y brindar a mujeres privadas de libertad herramientas para desempeñarse en el área de la peluquería y "ayudarlas a conseguir un trabajo o iniciar un emprendimiento propio" una vez egresen de los centros penitenciarios. Con recursos económicos aportados por L'Oréal, se instaló un área de salón de belleza en cada centro penitenciario, para impartir talleres de capacitación teórico-práctica.

## Vida privada
En noviembre de 1989, Ponce de León conoció a Luis Lacalle Pou en un encuentro de jóvenes que celebraban la victoria de Luis Alberto Lacalle Herrera en las elecciones generales de ese año. Diez años después, se volvieron a encontrar y empezaron a salir. Contrajeron matrimonio el 9 de junio de 2000 en la Catedral metropolitana de Montevideo, en una ceremonia oficiada por Daniel Sturla. El matrimonio tiene tres hijos, Luis Alberto, Violeta y Manuel; Luis y Violeta son los primeros mellizos nacidos por fecundación in vitro en Uruguay. Practica hockey.
En mayo de 2022, Ponce de León y Lacalle Pou anunciaron que resolvieron separarse; anteriormente habían tenido una breve separación en 2011.

## Controversias
En 2020, Lorena Ponce de León viajó a la ciudad de Dubái, en Emiratos Árabes Unidos, para presentar en la Expo Dubái 2020 su programa de emprendedores Sembrando. Una vez de vuelta en Uruguay, comentó acerca de la financiación de su viaje en el programa Las Cosas en su Sitio, de Radio Sarandí:
“el viaje a Emiratos Árabes fue una invitación de ellos y todo el costo que generó fue pagado por ellos, así se quedan tranquilos todos los que están pidiendo una investigación para ver de dónde salieron estos costos. Torre Ejecutiva ya va a publicar esto que le estoy diciendo así todos pueden dormir tranquilos los que tengan dudas”.
 Luego de un pedido de acceso a la información realizado por el periódico uruguayo La Diaria y según se informa en la resolución de Presidencia firmada por el prosecretario de Presidencia de la República, Rodrigo Ferrés, Lorena Ponce de León viajó acompañada del presidente en clase ejecutiva en la aerolínea Latam Airlines. De acuerdo a lo que se expresa en la resolución de Presidencia firmada por Ferrés del 19 de noviembre se designó el viaje de Ponce de León como “misión oficial” y se determinó que se abonaran 11.930 dólares para cubrir el pasaje por parte del Estado, así como 25 dólares correspondientes al seguro de viaje.
De esta forma, el Estado Uruguayo habría abonado el pasaje de alguien que no ostenta ningún cargo público, ya que en Uruguay no existe la figura oficial de primera dama. Adicionalmente, existe una normativa promulgada en el periodo de gobierno del colorado Jorge Batlle (2000-2005) que impide viajes en clase ejecutiva a quien ocupe un rango inferior a subsecretario. El Decreto 56/002 establece en su artículo 7 que “en todas las misiones oficiales y comisiones de servicio al exterior, realizadas por funcionarios de rango inferior a subsecretarios y funcionarios de rango equivalente, se utilizarán pasajes de clase económica”.
Tras los hechos fue respaldada por Marta Canessa, esposa del expresidente Julio María Sanguinetti y por el subsecretario de Turismo, Remo Monzeglio. Asimismo fue indirectamente criticada por Lucía Topolansky, esposa del expresidente José Mujica.